# كارل بيندر
كارل بيندر هو كاتب سيناريو كندي، ولد في 10 أغسطس 1960 في وندسور في كندا.

## وصلات خارجية
- كارل بيندر على موقع IMDb (الإنجليزية)
- كارل بيندر على موقع ألو سيني (الفرنسية)
- كارل بيندر على موقع قاعدة بيانات الأفلام السويدية (السويدية)
- كارل بيندر على موقع قاعدة بيانات الفيلم (الإنجليزية)
- كارل بيندر على موقع كينوبويسك (الروسية)